# Muzeum Woli
Muzeum Woli – muzeum w Warszawie w dzielnicy Wola zajmujące się dokumentowaniem historii tej dzielnicy. Utworzone z inicjatywy Oddziału Wola Towarzystwa Przyjaciół Warszawy w 1974. Jest oddziałem Muzeum Warszawy.

## Siedziba
Siedziba muzeum mieści się przy ul. Srebrnej w neorenesansowym pałacu zbudowanym w 1880 dla rzeźbiarza Aleksandra Sikorskiego. Poddana została ona modernizacji w latach 2016–2019, polegającej na remontcie elewacji, aranżacji na nowo przestrzeni wystawowych i biurowych wewnątrz budynku i dostosowania go do potrzeb osób o ograniczonej mobilności.

## Wystawy
Stałym elementem ekspozycji muzeum jest Gabinet Wolski. Jest to wystawa stała opowiadająca o historii dzielnicy, podzielonej na 15 zagadnień. Wystawa składa się z wybranych fotografii, obiektów muzealnych, archiwaliów i innych artefaktów. Ilustruje ona dzieje Woli od czasów średniowiecznych po współczesność, z uwzględnieniem przemysłowego dziedzictwa dzielnicy czy roli tego obszaru w procesie elekcji królów polskich. Charakter i nazwa wystawy nawiązują do wystawy głównej Rzeczy Warszawskie w siedzibie głównej Muzeum Warszawy na Rynku Starego Miasta.
W muzeum organizowane są także wystawy czasowe:
- 2019: Monochrome & Colour – fotografia Mary McCartney – Vogue Polska
- 2019–2020: Wola w Muzeum
- 2020–2021: Przemiany. Krajobraz Woli po 1989 roku
- 2020–2021: Odrodzenie obywatelskie. Solidarność w Warszawie 1980–1981 (online)
- 2021: Więcej zieleni! Projekty Aliny Scholtz
- 2022: Niech płyną! Inne rzeki Warszawy
- 2022: Białoszewski nieosobny
- 2023: Kim Lee. Królowa Warszawy

## Kierownicy
- Teresa Wyderkowa (1974–1975)
- Andrzej Sołtan (1976–1982)
- Marek Wagner (1982–1986)
- Karol Mórawski (1986–2007)[4]
- Wiesław Kaczmarek (2007–2012)
- Maria Ejchman (2012–2019)
- Konrad Schiller (od 2019)

## Zbiory
- plakaty filmowe i muzealne
- pamiątki rodziny Ulrichów – rodziny warszawskich ogrodników
- pamiątki po Zgrupowaniu Armii Krajowej „Chrobry II”
- zbiór platerów warszawskich im. Anieli i Tadeusza Wysiadeckich
- zbiór ikonografii
- fotografie ulic Woli, zakładów przemysłowych i przemysłowców
- prasa zakładowa

## Nagrody i wyróżnienia
2021: I Nagroda Architektoniczna Prezydenta m.st. Warszawy w kategorii Wydarzenie architektoniczne za wystawę Więcej zieleni! Projekty Aliny Scholtz

## Galeria

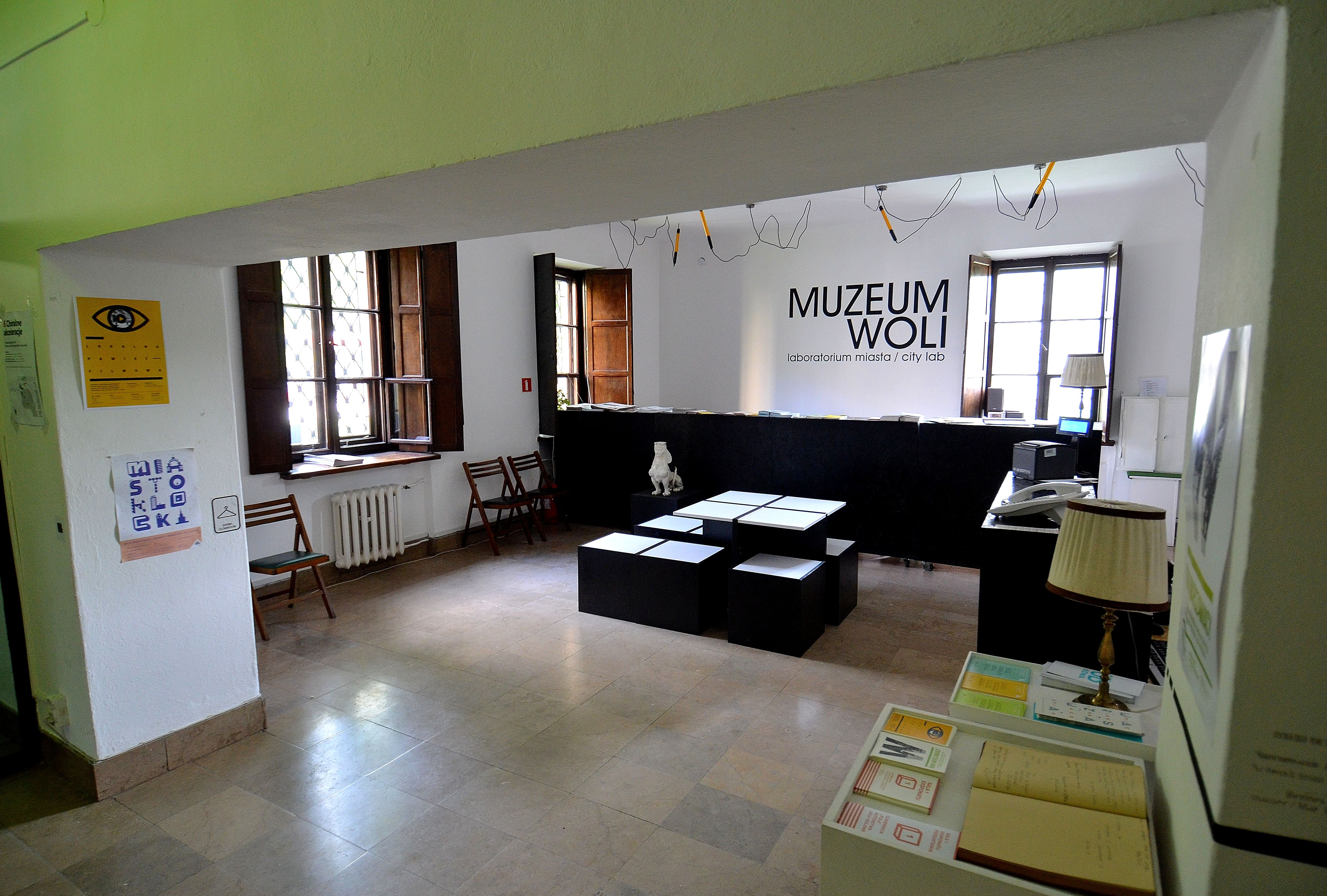
Hol muzeum
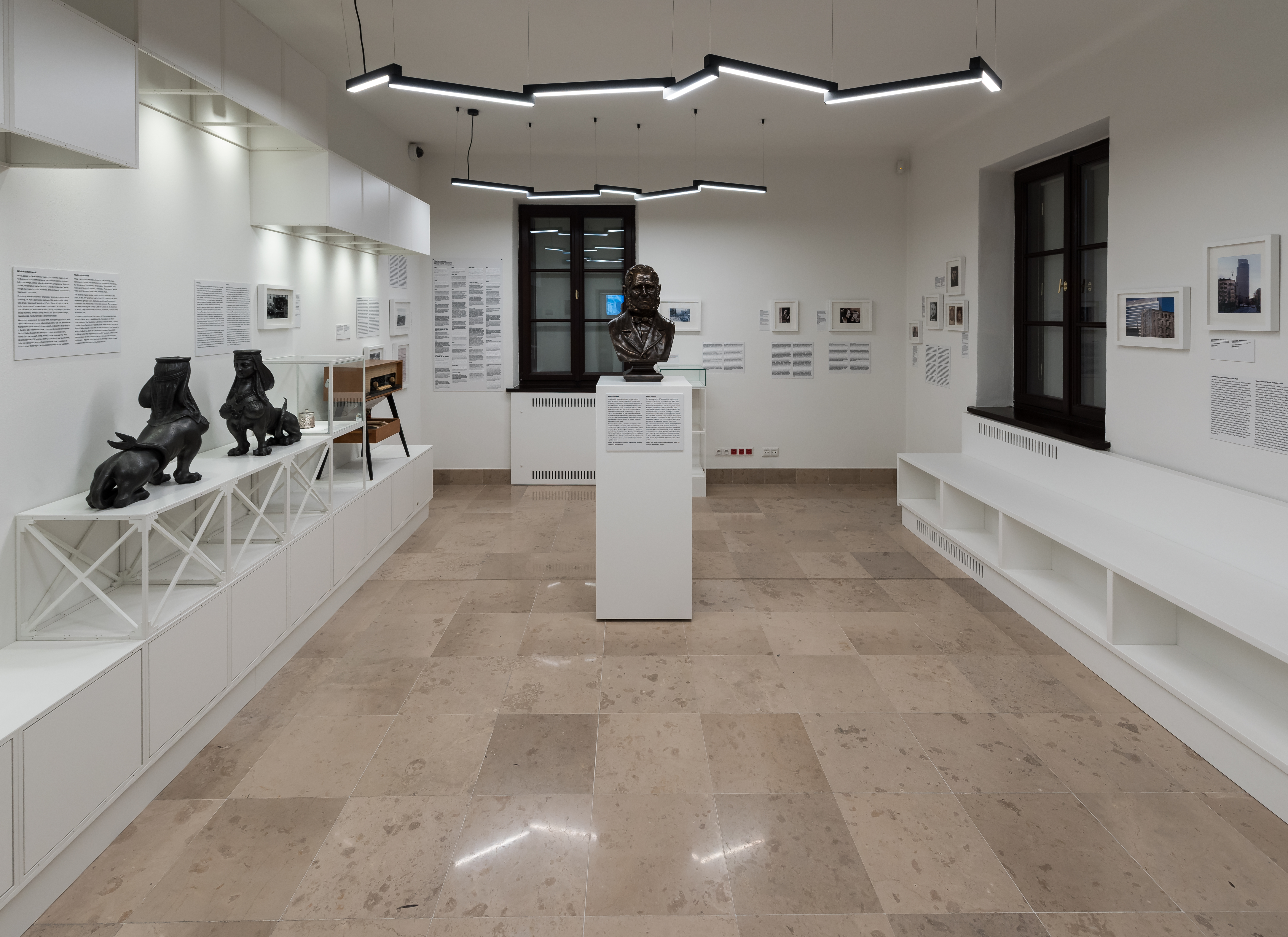
Ekspozycja stała Gabinet Wolski
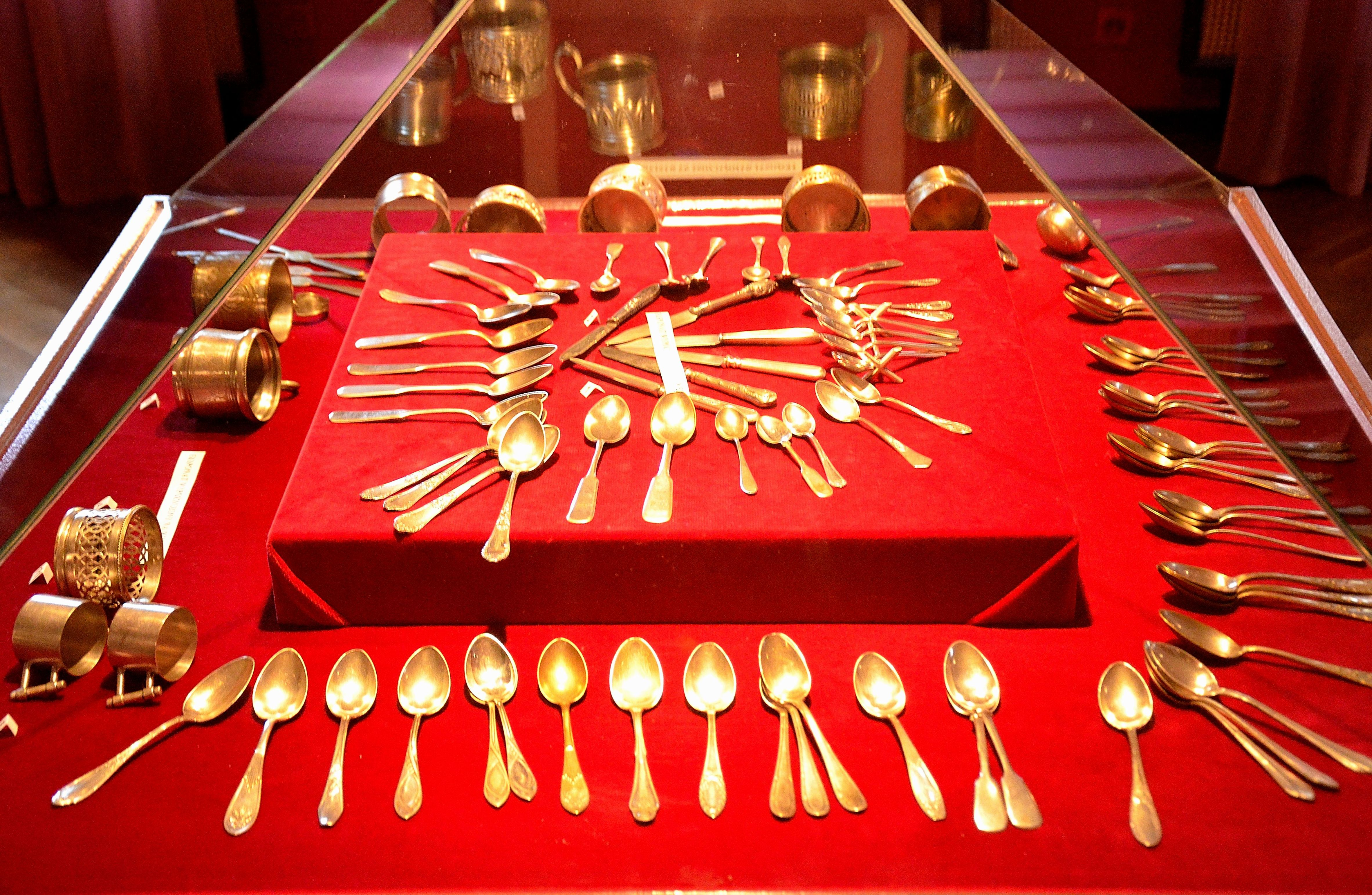
Platery ze zbiorów platerów warszawskich im. Anieli i Tadeusza Wysiadeckich